# Exploring the Ancient Greek Language and Culture
La compétition annuelle "Exploring the Ancient Greek Language and Culture" est un concours international pour les lycéens de la dernière classe qui a lieu en Europe et en Mexique. 

## Organisation
Le concours est organisé par le ministère grec de l'Éducation et des Affaires religieuses, plus précisément par la Direction des relations internationales en éducation et par l'institut pédagogique. Les coorganisateurs sont l'organisation Héritage de la langue hellénique, l’Association des philologues grecs, le Centre culturel européen (en) de Delphes, l’Organisation pour l'internationalisation de la langue grecque et l’Organisation panhellénique des professeurs de la langue et civilisation grecque.

## Intentions
Le but du concours annuel est la promotion de la philologie classique parmi les étudiants des lycées (ou équivalent) de toute l'Europe, où le grec ancien est enseigné. Les organisateurs veulent renforcer l'importance de la philologie classique par le moyen de l'enseignement et les études du grec ancien et faire mention des relations entre les fondements de l'histoire et civilisation européenne et les valeurs de l'antiquité; de plus, le grec ancien est un moyen de l'expression d'idées humanistiques et valeurs dans un temps où le nombre des philologes classiques en Europe diminue. Par ce concours, le ministère veut renforcer le grec ancien par l'échange d'expériences des étudiants et professeurs d'écoles de toute l'Europe.
Les participants du concours sont des lycéens des dernières classes avant le baccalauréat dans tous les pays européens et même du Mexique. Les étudiants de la Grèce et de Chypre suivent un concours plus difficile. 

## Prix
Les prix sont:
- 3. Certificat de distinction
- 2. Diplôme d'honneur
- 1. Le meilleur étudiant de chaque pays participant sera invité à la cérémonie des lauréats à Athènes et à un voyage à travers la Grèce durant une semaine, ce qui est organisé par le ministère grec de l'Éducation et des Affaires religieuses.

## Lauréats
| Année | 1.                       | 2.                     | 3.                        | 4.                      | 5.                    |
| 2007  | Matthias Bartl, Autriche | Sofija Hohnjec, Serbie | Adrien Dieudonnée, France | Elena Hoffmeyer, Suisse | Maria Alfaro, Espagne |